# Jan Kwiecień
Jan Kwiecień pseud. Cichoń, Dąb, Mały, Gałka (ur. 29 października 1899 w Widuchowej w powiecie stopnickim, zm. 21 czerwca 1963 w Otmuchowie) – górnik, działacz komunistyczny.
Od 8 roku życia był służącym u gospodarzy, później robotnikiem sezonowym. 1918–1921 odbywał służbę wojskową w Kielcach, Rembertowie i Lublinie, po czym został górnikiem w Czeladzi, a potem w Siemianowicach. Od 1924 górnik we Francji, w departamencie Pas-de-Calais, działacz MOPR i polskich stowarzyszeń robotniczych, a od 1929 polskich grup językowych FPK. Technik, następnie sekretarz dzielnicowy Douvrin, w lutym 1932 za działalność komunistyczną wydalony z Francji, wrócił do kraju i osiadł w Sosnowcu, gdzie wstąpił do KPP. Członek Komitetu Dzielnicowego (KD) MOPR Sosnowiec-Kuźnica, a 1932–1934 KD MOPR Zagłębia Dąbrowskiego i członek Rady Nadzorczej Robotniczego Stowarzyszenia Spożywców przy ul. Kamiennej w Sosnowcu. 
20 II 1934 aresztowany, a 6 VI 1934 skazany na 4 lata więzienia z zaliczeniem aresztu i pozbawienie praw na 6 lat, w grudniu 1936 zwolniony w związku z amnestią. W grudniu 1937 ponownie aresztowany i osadzony w obozie w Berezie Kartuskiej do lutego 1939. Podczas wojny wywieziony na roboty przymusowe do Niemiec, po powrocie był robotnikiem drogowym w Sosnowcu, później pracował w firmie kanalizacyjnej i magazynie spółdzielczym. Od 1942 członek PPR i GL, korespondent "Trybuny Wolności". Zaopatrywał oddziały GL w żywność. W 1945 sekretarz KD PPR Sosnowiec-Sielce, potem 1945–1947 instruktor KD PPR w Grodkowie, w 1948 krótko sekretarz Komitetu Miejskiego (KM) PPR. Był delegatem na I Zjazd PZPR w grudniu 1948. 1947–1950 pełnomocnik Wojewódzkiej Komisji Kontroli Partyjnej (WKKP) na powiat Grodków. 
Kierownik personalny w fabryce maszyn rolniczych w Chruścinie Niskiej i w fabryce pomp w Grodkowie. 1951–1952 inspektor kontroli w Wojewódzkich Radach Narodowych (WRN) w Opolu i Szczecinie, 1952–1955 kierownik Miejskiego Przedsiębiorstwa Gospodarki Komunalnej w Otmuchowie, etatowy sekretarz POP w Zakładach Przemysłu Drzewnego w Paczkowie i potem w Komitecie Powiatowym (KP) PZPR w Nysie. Prezes powiatowego zarządu ZBoWiD i członek zarządu okręgowego ZBoWiD w Opolu. Zastępca prezesa powiatowego zarządu Towarzystwa Przyjaźni Polsko-Radzieckiej. 
Był odznaczony m.in. Krzyżem Komandorskim Orderu Odrodzenia Polski.